# Auguste Verdijck
Auguste Verdijck (Schoten, Anvers, 8 de febrer de 1902 - Merksem, Anvers, 14 de febrer de 1988) fou un ciclista belga professional entre 1924 i 1936. Era germà del també ciclista Lucien Verdijck.
El seu èxit esportiu més destacat fou la Volta a Euskadi de 1925.

## Palmarès
- 1924
  - 1r a la París-Nantes
- 1925
  - 1r de la Volta a Euskadi i vencedor d'una etapa
  - 1r a la París-Nantes
  - Vencedor d'una etapa del Critèrium dels Aiglons
- 1928
  - 1r a Zwijndrecht
- 1929
  - 1r al Premi de Timbre Vert a Malines
- 1931
  - 1r a Wilrijk

### Resultats al Tour de França
- 1925. 8è a la classificació general
- 1929. Abandona (9a etapa)